# Bredbjerg
|  | Denne artikel omhandler byen Bredbjerg på Fyn, Bredbjerg er også en bebyggelse i Saltum Sogn i Nordjylland |
Bredbjerg er en by på Fyn med 235 indbyggere  (2025), beliggende 4 km øst for Morud, 12 km nordvest for Odense, 9 km syd for Søndersø og 23 km sydøst for kommunesædet Bogense.
Landsbyerne Bredbjerg og Trøstrup, der hører til hver sit sogn, er vokset sammen til én by. Sognegrænsen går ved Sværup Mølleå. Størstedelen af byen med 211 indbyggere omkring den gamle landsby Bredbjerg hører til Vigerslev Sogn, som i 1970-2006 hørte til Søndersø Kommune og nu hører til Nordfyns Kommune. Trøstrup hører til Korup Sogn i Odense Kommune og har 24 indbyggere. Vigerslev Kirke ligger 6 km nord for Bredbjerg, og Korup Kirke ligger 1½ km øst for Trøstrup. Bredbjerg ligger i Region Syddanmark. 

## Historie

### Jernbanen
Efter andragende fra 31 beboere anlagde Nordvestfyenske Jernbane (1911-66) i 1930 trinbrættet Bredbjerg, hvor banen krydsede Pederstrupvej. I 1937 blev der opført et lille venteskur ved den 42 m lange grusperron.
Banen medførte ikke nævneværdig udvikling i Bredbjerg. Den var i 1950'erne stadig en landsby med købmandsbutik, slagter, gartner, smedie, vandmølle, telefoncentral og en landbyskole, der senere blev lagt sammen med 4 andre skoler i Vigerslev Sogn til Havrehedskolen i Morud.
Langesøstien mellem Odense og Langesø følger banetracéet sydvest for byen fra Sølykkeholms indkørsel lidt ind i skoven Møllemarken mod vest – i alt en grusbelagt strækning på 2 km.

### Kom-igen Kro
1 km vest for Bredbjerg lå den gamle landevejskro "Kom-igen Kro". I 1958 var designeren Verner Pantons far forpagter af kroen. Sønnen tegnede og indrettede en meget moderne tilbygning, der blev kaldt "Den røde rubin". Her fik stolen "Kræmmerhuset" sit gennembrud. Tilbygningen blev revet ned i 1984, da kroen lukkede.

### Genforeningssten
I det nordvestlige hjørne af krydset Langesøvej-Rugaardsvej står en sten, der blev afsløret 9. juli 1920 til minde om Genforeningen i 1920.

## Hestehospital
Syd for Rugårdsvej i Bredbjerg ligger Højgård Hestehospital, der er Danmarks største med 30 medarbejdere, heraf 13 dyrlæger. Hospitalet startede som en klinik i Næsbyhoved-Broby i 1986 og har i de senere år overtaget hesteklinikker i Aarhus, på Mors og i Kirke Eskilstrup på Sjælland. Desuden har hospitalet udkørende praksis i store dele af landet.